# Nuoto ai Giochi della XXVIII Olimpiade - 200 metri rana maschili

## Record
Prima di questa competizione, il record del mondo (WR) e il record olimpico (OR) erano i seguenti.
| Record mondiale | 2'09"04 | Brendan Hansen Stati Uniti | 11 luglio 2004 Long Beach, Stati Uniti |
| Record olimpico | 2'10"16 | Mike Barrowman Stati Uniti | 29 luglio 1992 Barcellona, Spagna      |

Durante l'evento sono stati migliorati i seguenti record:
| Data      | Evento | Atleta          | Nazione  | Tempo   | Record          |
| --------- | ------ | --------------- | -------- | ------- | --------------- |
| 18 agosto | Finale | Kōsuke Kitajima | Giappone | 2'09"44 | Record olimpico |

## Batterie
Si sono svolte 6 batterie di qualificazione. I primi 16 atleti si sono qualificati per le semifinali.

### 1ª batteria
1. Bradley Ally, Barbados 2:18.64
2. Miguel Molina, Filippine 2:19.19
3. Wei Wen Wang, Taipei 2:20.65
4. Malick Fall, Senegal 2:22.31
5. Edvinas Dautartas, Lituania 2:23.12
6. Sergiu Postica, Moldavia 2:27.21
7. Anton Kramarenko, Kirghizistan 2:28.59

### 2ª batteria
1. Zhongjian Lai, Cina 2:14.61 -Q
2. Eduardo Fischer, Brasile 2:16.04
3. Mihail Alexandrov, Bulgaria 2:17.19
4. Sofiane Daid, Algeria 2:17.78
5. Andrey Morkovin, Uzbekistan 2:18.48
6. Emil Tahirovič, Slovenia 2:18.65
7. Ben Labowitch, Nuova Zelanda 2:19.25
8. Chi Kin Tam, Hong Kong 2:19.48

### 3ª batteria
1. Ratapong Sirisanont, Thailandia 2:15.39
2. Valeriy Dymo, Ucraina 2:15.52
3. Jakob Jóhann Sveinsson, Islanda 2:15.60
4. Daniel Malek, Repubblica Ceca 2:17.47
5. Aleksander Baldin, Estonia 2:17.90
6. Romanos Iason Alyfantis, Grecia 2:18.18
7. Vanja Rogulj, Croazia 2:18.81
8. Jarno Pihlava, Finlandia Non partito

### 4ª batteria
1. Kōsuke Kitajima, Giappone 2:11.97 -Q
2. Paolo Bossini, Italia 2:12.09 -Q
3. Mike Brown, Canada 2:12.69 -Q
4. Terence Parkin, Sudafrica 2:14.12 -Q
5. Chris Cook, Gran Bretagna 2:14.68 -Q
6. Jens Kruppa, Germania 2:15.29
7. Regan Harrison, Australia 2:15.86
8. Loris Facci, Italia 2:19.38

### 5ª batteria
1. Vladislav Polyakov, Kazakistan 2:12.96 -Q
2. Grigori Falko, Russia 2:13.45 -Q
3. Scott Usher, Stati Uniti 2:13.59 -Q
4. Genki Imamura, Giappone 2:14.10 -Q
5. Maxim Podoprigora, Austria 2:14.31 -Q
6. Dmitrij Komornikov, Russia 2:14.92
7. Hugues Duboscq, Francia 2:16.56
8. Thijs van Valkengoed, Paesi Bassi 2:16.80

### 6ª batteria
1. Dániel Gyurta, Ungheria 2:11.29 -Q
2. Brendan Hansen, Stati Uniti 2:12.77 -Q
3. Ian Edmond, Gran Bretagna 2:13.08 -Q
4. Jim Piper, Australia 2:13.79 -Q
5. Richard Bodor, Ungheria  2:14.36 -Q
6. Michael Williamson, Irlanda 2:15.75
7. Martin Gustafsson, Svezia 2:17.12
8. Morgan Knabe, Canada 2:17.20

## Semifinali

### 1° Semifinale
1. Kosuke Kitajima, Giappone 2:10.86 -Q
2. Mike Brown, Canada 2:12.14 -Q
3. Vladislav Polyakov, Kazakhstan 2:12.19 -Q
4. Jim Piper, Australia 2:12.22 -Q
5. Grigori Falko, Russia 2:12.42
6. Richard Bodor, Ungheria 2:12.76
7. Terence Parkin, Sudafrica 2:13.58
8. Chris Cook, Gran Bretagna 2:15.91

### 2° Semifinale
1. Daniel Gyurta, Ungheria 2:10.75 -Q
2. Brendan Hansen, Stati Uniti 2:10.81 -Q
3. Paolo Bossini, Italia 2:11.76 -Q
4. Scott Usher, Stati Uniti 2:12.00 -Q
5. Genki Imamura, Giappone 2:12.86
6. Maxim Podoprigora, Austria 2:14.66
7. Zhongjian Lai, Cina 2:14.94
8. Ian Edmond, Gran Bretagna Squalificato

## Finale
1. Kosuke Kitajima, Giappone 2:09.44
2. Daniel Gyurta, Ungheria 2:10.80
3. Brendan Hansen, Stati Uniti 2:10.87
4. Paolo Bossini, Italia 2:11.20
5. Vladislav Polyakov, Kazakistan 2:11.76
6. Mike Brown, Canada 2:11.94
7. Scott Usher, Stati Uniti 2:11.95
8. Jim Piper, Australia Squalificato